# Marie Ohier
Pour les articles homonymes, voir Ohier.
Marie Ohier (13 octobre 1853, Paris-31 mars 1941, Paris) est une joueuse de croquet française.  

## Biographie
Marie Pierrette Sophie Pauline Ohier est née à Paris, Place Vendôme, le 13 octobre 1853. Elle est issue d'une famille de militaire : son père Paul Antoine Ohier est officier de carrière français et officier de la Légion d'honneur ; le père de sa mère Sophie Magnan est le maréchal de France et sénateur Bernard Magnan. Elle a au moins deux sœurs cadettes, Anna Ohier (1854-1940), épouse de Théodore Del Valle (1855-1899) et Sophie Ohier.
Marie Ohier meurt à l'âge de 88 ans à Paris. D'après son acte de décès, elle est célibataire et dite « sans profession ».

## Carrière sportive
Elle participe à deux épreuves de croquet des Jeux olympiques d'été de 1900. Ces épreuves sont les épreuves mixtes aux olympiades et elle fait ainsi partie, avec sa cousine Jeanne Filleul-Brohy et Mme Desprès, des trois premières femmes engagées sportivement dans les Jeux olympiques modernes.  
Deux de ses cousins participent également aux épreuves de croquet lors des Jeux olympiques d'été de 1900 : 
- Jacques Sautereau
- Marcel Haëntjens

Marie Ohier est inscrite dans deux épreuves (simple, une balle et simple, deux balles - son cousin Jacques Sautereau obtient la médaille d'or). En championnat simple deux balles, elle est éliminée au premier tour contre son cousin Marcel Haëntjens.